# Мостик сверху
Мостик сверху (◌͆) — диакритический знак, используемый в расширениях для МФА.

## Использование
В расширениях для МФА обозначает зубно-губные согласные, если используется со знаками для губных согласных, а также окклюзию 3-го класса (язык выступает за верхние зубы, как при тяжёлом патологическом прикусе), если используется со знаками для переднеязычных согласных. В сочетании с мостиком снизу (◌̪͆) обозначает межзубные согласные, если используется со знаками для переднеязычных согласных, а также двузубные согласные, если используется со знаками для гортанных согласных.
Похожий, но более широкий, покрывающий весь символ, диакритический знак используется в математике для обозначения оператора сужения.